# Англо-турско споразумение (1878)
Англо-турското споразумение (1878) е част от дипломатическата подготовка на Берлинския конгрес.
Англо-турското споразумение е подписано на 24 май / 4 юни 1878 г. между Великобритания и Османската империя. Резултат е от дипломатически натиск на английското правителство върху Високата порта. Под предлог за осигуряване английска защита на османските интереси в Кавказ и Мала Азия, турското правителство се задължава да предостави о-в Кипър във владение на Великобритания. Споразумението е акт от подготовката на Берлинския конгрес на Великите сили. Реализира се в подписания Берлински договор между Великите сили и Османската империя.